# Otón de Baja Lotaringia
Otón (h. 970-1012) fue el duque de Baja Lorena desde 993 hasta su muerte. Era hijo de Carlos, hijo del rey Luis IV, y su primera esposa, una hija de Roberto de Vermandois, conde de Meaux y Troyes.
Cuando su padre abandonó el ducado para combatir contra Hugo Capeto por el trono de Francia en 987, se convirtió en regente en la Baja Lorena cuando aún tenía aparentemente menos de veinte años. Carlos fue derrotado definitivamente en 991 y murió dos años después prisionero en Orléans.  Otón entonces sucedió en el ducado. En 1002, a la muerte del emperador Otón III del Sacro Imperio Romano Germánico, fue uno de los nobles leales que acompañaran su cuerpo desde Paterno a Aquisgrán. De acuerdo con la Crónica de Sigeberto de Gembloux, murió en 1006, pero parece que él estaba vivo todavía en 1012, cuando el conde Godofredo II de Verdún le sucedió en el ducado.
Su esposa se desconoce y no tuvieron descendencia.
Otón era el último descendiente por línea legítima masculina de Carlomagno y la dinastía carolingia. Su primo, Arnulfo, arzobispo de Reims, era ilegítimo. Los condes de Vermandois eran descendientes por línea directa masculina de Carlomagno a través de Bernardo, rey de Italia, hijo de Pipino de Italia. Aunque Otón era el último hijo legítimo carolingio, quedaba una línea masculina.